# Noyau de la chaleur
Pour les articles homonymes, voir noyau.
En mathématiques, le noyau de la chaleur est une fonction de Green (également appelée solution élémentaire) de l'équation de la chaleur sur un domaine spécifié, avec éventuellement des conditions aux limites appropriées. C'est aussi un des outils principaux de l'étude du spectre du laplacien. Le noyau de la chaleur représente l'évolution de la température égale à une unité de chaleur en un point au temps initial.   

## Noyau de la chaleur dans l'espace
Le noyau de la chaleur dans l'espace libre Rd  a pour expression
{\displaystyle K(t,x,y)={\frac {1}{(4\pi t)^{d/2}}}\mathrm {e} ^{-|x-y|^{2}/4t}}
et est solution de l'équation de la chaleur
{\displaystyle {\frac {\partial K}{\partial t}}(t,x,y)=\Delta _{x}K(t,x,y)}
pour tout t > 0 et x,y ∈ Rd, avec la condition initiale
{\displaystyle \lim _{t\to 0}K(t,x,y)=\delta (x-y)=\delta _{x}(y)}
où δ est la distribution de Dirac et la limite est prise au sens des distributions, c'est-à-dire que pour toute fonction test φ
{\displaystyle \lim _{t\to 0}\int _{\mathbb {R} ^{d}}K(t,x,y)\varphi (y)\,\mathrm {d} y=\varphi (x).}

## Théorie spectrale

### Définitions générales
Soit {\displaystyle \Omega } un domaine compact de {\displaystyle \mathbb {R} ^{n}} à bord {\displaystyle \partial \Omega }. Sur ce domaine, on considère l'opérateur positif {\displaystyle {\hat {H}}=-\ \Delta }, où {\displaystyle \Delta } est le Laplacien, muni de conditions aux limites sur le bord {\displaystyle \partial \Omega } du domaine (Dirichlet, Neumann, mixtes) qui fixent complètement le problème.
L'opérateur positif {\displaystyle {\hat {H}}=-\ \Delta } est le générateur d'un semi-groupe continu dans {\displaystyle L^{2}(\Omega )}. On peut alors écrire pour toute fonction f de carré sommable :
{\displaystyle \mathrm {e} ^{-t{\hat {H}}}f(x)\ =\ \mathrm {e} ^{+t\Delta }f(x)\ =\ \int _{\Omega }\mathrm {d} y\ K(x,y,t)\ f(y)}
La fonction K(x, y, t) est appelée le « noyau de la chaleur ». En effet, la fonction :
{\displaystyle f(x,t)\ =\ \mathrm {e} ^{+t\Delta }f(x)}
est clairement une solution de l'équation de la chaleur :
{\displaystyle {\frac {\partial f(x,t)}{\partial t}}\ =\ \Delta f(x,t)}
De plus, le semi-groupe tend vers l'identité lorsque le temps t tend vers zéro :
{\displaystyle f(x,t)\ =\ \ \mathrm {e} ^{+t\Delta }\ f(x)\ {\underset {t\to 0^{+}}{\longrightarrow }}\ f(x)}
de telle sorte que le noyau de la chaleur K doit avoir le comportement asymptotique :
{\displaystyle K(x,y,t)\ {\underset {t\to 0^{+}}{\longrightarrow }}\ \delta (x-y)}
où {\displaystyle \delta (x)} est la distribution de Dirac. Ainsi, le noyau de la chaleur K(x, y, t) apparait comme étant une fonction de Green, ou solution élémentaire, de l'équation de la chaleur.

### Théorie spectrale
Lorsque le domaine {\displaystyle \Omega } est compact, l'opérateur positif {\displaystyle {\hat {H}}=-\ \Delta } possède un spectre discret de valeurs propres auquel est associée une base hilbertienne de vecteurs propres (on utilise ici les notations de Dirac) :
{\displaystyle {\hat {H}}\ |\psi _{n}\rangle \ =\ \lambda _{n}\ |\psi _{n}\rangle \,,\quad 0\leq \lambda _{1}\leq \lambda _{2}\leq \dots \leq \lambda _{n}\leq \dots \leq +\infty }
On peut alors écrire en introduisant deux fois la relation de fermeture :
{\displaystyle K(x,y,t)\ =\ \langle y|\mathrm {e} ^{-t{\hat {H}}}|x\rangle \ =\ \sum _{n,m=1}^{+\infty }\ \langle y|\psi _{m}\rangle \ \langle \psi _{m}|\mathrm {e} ^{-t{\hat {H}}}|\psi _{n}\rangle \ \langle \psi _{n}|x\rangle }
qui devient :
{\displaystyle K(x,y,t)\ =\ \sum _{n=1}^{+\infty }\ \langle y|\psi _{n}\rangle \ \langle \psi _{n}|x\rangle \ \mathrm {e} ^{-t\ \lambda _{n}}\ =\ \sum _{n=1}^{+\infty }\ {\overline {\psi _{n}}}(y)\ \psi _{n}(x)\ \mathrm {e} ^{-t\lambda _{n}}}

### Trace du noyau de la chaleur
La trace du noyau de la chaleur est définie par :
{\displaystyle \mathrm {Tr} (\mathrm {e} ^{-t{\hat {H}}})\ =\ \sum _{n=1}^{+\infty }\ \mathrm {e} ^{-t\lambda _{n}}}
Les états propres étant orthonormés, on remarque que l'on peut écrire :
{\displaystyle \int _{\Omega }dx\ K(x,x,t)\ =\ \sum _{n=1}^{+\infty }\ \mathrm {e} ^{-t\lambda _{n}}\ \int _{\Omega }dx\ |\psi _{n}(x)|^{2}\ =\ \sum _{n=1}^{+\infty }\ \mathrm {e} ^{-t\lambda _{n}}}
On a donc la relation fondamentale :
{\displaystyle \mathrm {Tr} (\mathrm {e} ^{-t{\hat {H}}})\ =\ \int _{\Omega }dx\ K(x,x,t)}
Cette relation est liée à de nombreuses « formules des traces » comme celle de Selberg en géométrie hyperbolique, ou celle de Gutzwiller à l'approximation semi-classique.

### Fonctions spectrales
On définit la fonction de comptage des valeurs propres :
{\displaystyle {\mathcal {N}}(\lambda )\ =\ \mathrm {Tr} \ \theta ({\hat {H}}-\lambda )\ =\ \sum _{n=1}^{+\infty }\ \theta (\lambda _{n}-\lambda )}
où {\displaystyle \theta (x)} est la distribution de Heaviside. La fonction de comptage est une fonction en escalier positive croissante qui donne le nombre total de valeurs propres inférieures ou égales à {\displaystyle \lambda }. Sa dérivée est la densité spectrale de valeurs propres :
{\displaystyle \rho (\lambda )\ =\ \mathrm {Tr} \ \delta ({\hat {H}}-\lambda )\ =\ \sum _{n=1}^{+\infty }\ \delta (\lambda _{n}-\lambda )}
La trace du noyau de la chaleur est reliée à ces fonctions par une transformation de Laplace :
{\displaystyle \mathrm {Tr} (\mathrm {e} ^{-t{\hat {H}}})\ =\ \sum _{n=1}^{+\infty }\ \mathrm {e} ^{-t\lambda _{n}}\ =\ \int _{0}^{+\infty }\mathrm {e} ^{-t\lambda }\ \rho (\lambda )\ d\lambda \ =\ \int _{0}^{+\infty }\mathrm {e} ^{-t\lambda }\ d{\mathcal {N}}(\lambda )}

### Fonction zêta spectrale
On suppose ici que le fondamental {\displaystyle \lambda _{1}\neq 0}. Par analogie avec la fonction zêta de Riemann, on introduit la fonction zêta spectrale par la série de type Dirichlet :
{\displaystyle \zeta (s)\ =\ \sum _{n=1}^{+\infty }\ {\frac {1}{\lambda _{n}^{s}}}}
qui converge pour {\displaystyle \Re \mathrm {e} \left[\,s\,\right]} suffisamment grand. Cette fonction zêta est reliée à la trace du noyau de la chaleur par une transformée de type Mellin :
{\displaystyle \zeta (s)\ =\ {\frac {1}{\Gamma (s)}}\ \int _{0}^{+\infty }dt\ t^{s-1}\ \mathrm {Tr} (\mathrm {e} ^{-t{\hat {H}}})}
La fonction zêta est notamment utilisée pour régulariser les déterminants d'opérateurs qui apparaissent lors de calculs d'intégrales de chemins en théorie quantique des champs. En effet, le déterminant de l'opérateur H est défini par :
{\displaystyle \mathrm {det} \ {\hat {H}}\ =\ \prod _{n=1}^{+\infty }\ \lambda _{n}}
Avec l'identité :
{\displaystyle \ln \ \mathrm {det} \ {\hat {H}}\ =\ \ln \ \left(\prod _{n=1}^{+\infty }\ \lambda _{n}\right)\ =\ \sum _{n=1}^{+\infty }\ \ln \lambda _{n}\ =\ \mathrm {Tr} \ \ln \ {\hat {H}}}
on démontre facilement la relation formelle :
{\displaystyle \mathrm {det} \ {\hat {H}}\ =\ \exp \,\left[\,-\ \zeta '(0)\,\right]}
où la dérivée de la fonction zêta est évaluée en s = 0.

## Extension aux variétés riemanniennes compactes
Toutes les définitions précédentes s'étendent assez naturellement au cas de l'opérateur de Laplace-Beltrami sur une variété riemannienne compacte, qui possède alors également un spectre discret. Sur une variété compacte, la fonction constante est normalisable à l'unité, de telle sorte que l'état fondamental est associé à la valeur propre nulle, qui est non dégénérée.
Il est alors commode de poser : {\displaystyle \lambda _{0}=0}, et on a :
{\displaystyle {\hat {H}}\ |\psi _{n}\rangle \ =\ \lambda _{n}\ |\psi _{n}\rangle \,,\quad 0=\lambda _{0}\ <\lambda _{1}\leq \lambda _{2}\leq \dots \leq \lambda _{n}\leq \dots \leq +\infty }
On peut également associer à ce spectre une fonction zêta à la condition de supprimer la valeur propre nulle « à la main ».

## Développement asymptotique du noyau de la chaleur
Le terme diagonal du noyau de la chaleur admet un développement asymptotique en temps petit.

### Variété riemannienne compacte sans bord
Pour une variété riemannienne M compacte de dimension d sans bord, on a le développement de Minakshisundaram-Pleijel (1949) :
{\displaystyle K(x,x,t)\ {\underset {t\to 0^{+}}{\sim }}\ {\frac {1}{t^{d/2}}}\ \sum _{n=0}^{+\infty }a_{n}(x)\ t^{n}}
où les coefficients  {\displaystyle a_{n}(x)} sont des fonctions lisses sur M, qui dépendent de la métrique et de ses dérivées en x. Par intégration sur tous les points x, on en déduit que la trace du noyau de la chaleur admet également un développement asymptotique en temps petit :
{\displaystyle \mathrm {Tr} (\mathrm {e} ^{-t{\hat {H}}})\ {\underset {t\to 0^{+}}{\sim }}\ {\frac {1}{t^{d/2}}}\ \sum _{n=0}^{+\infty }A_{n}\ t^{n}}
où les constantes {\displaystyle A_{n}} sont définis par :
{\displaystyle A_{n}\ =\ \int _{M}a_{n}(x)\ d\mu (x)}
pour la mesure induite par la métrique. Ces constantes font apparaitre certaines caractéristiques géométriques globales de M ; par exemple, la constante {\displaystyle A_{0}} est proportionnelle à l'hypervolume de la variété : {\displaystyle \mathrm {mes} \,(M)}, où :
{\displaystyle \mathrm {mes} \,(M)\ =\ \int _{M}\ d\mu (x)}

### Variétés à bord
L'existence d'un tel développement asymptotique peut être étendu aux variétés à bord suffisamment réguliers. L'opérateur de Laplace-Beltrami doit alors être muni de conditions aux limites appropriées.

### Spectre et géométrie
Le développement de la trace du noyau de la chaleur est relié à celui de la fonction de comptage des valeurs propres (ou sa dérivée, la densité spectrale).

## Articles liés
- Laplacien
- Opérateur de Laplace-Beltrami.
- Géométrie spectrale
- Formule sommatoire de Poisson
- Formule des traces de Selberg
- Formule des traces de Gutzwiller
- Chaos quantique
- Régularisation zêta
- Noyau de Mehler (en)

### Ouvrages de références
- Marcel Berger, Paul Gauduchon et Edmond Mazet, Le spectre d'une variété riemanienne, vol. 194, Springer-Verlag, coll. « Lecture Notes in Mathematics », 1971.
- (en) Isaac Chavel, Eigenvalues in Riemannian Geometry, vol. 115, Academic Press, coll. « Pure and Applied Mathematics », 1984 (ISBN 0121706400).

### Quelques articles
- (en) S Minakshisundaram et A Pleijel, « Some properties of the eigenfunctions of the Laplace-operator on Riemannian manifolds », Canadian Journal of Mathematics, vol. 1,‎ 1949, p. 242-256 (DOI 10.4153/CJM-1949-021-5).
- (en) H. P. McKean et I. M. Singer, « Curvature and the eigenvalues of the Laplacian », Journal of Differential Geometry, vol. 1, no 1,‎ 1967, p. 43-69.
- (en) Peter B. Gilkey, « The spectral geometry of a Riemannian manifold », Journal of Differential Geometry, vol. 10, no 4,‎ 1975, p. 601-618.
- Yves Colin de Verdière, « Propriétés asymptotiques de l'équation de la chaleur sur une variété compacte, d'après P. Gilkey », Séminaire Bourbaki,‎ novembre 1973.
- Yves Colin de Verdière, « Spectre du laplacien et longueurs des géodésiques périodiques (I) », Compositio Mathematica, vol. 27, no 1,‎ 1973, p. 83-106 (lire en ligne [PDF]).
- Yves Colin de Verdière, « Spectre du laplacien et longueurs des géodésiques périodiques (II) », Compositio Mathematica, vol. 27, no 2,‎ 1973, p. 159-184 (lire en ligne [PDF]).
- Maria Teresa Arede, Géométrie du noyau de la chaleur sur les variétés Thèse de troisième cycle, université de Marseille, 1983.
- (en) Teresa Arede, « Manifolds for which the heat kernel is given in terms of geodesic lengths », Letters in Mathematical Physics, vol. 9, no 2,‎ 1985, p. 121-131.
- (en) Peter B Gilkey, « Heat Equation Asymptotics », Proc. Symp. Pure and Applied Math., vol. 54,‎ 1993, p. 317-336.
- (en) Klaus Kirsten, Spectral functions in mathematics and physics, Boca Raton, Foride, Chapman & Hall/CRC, 2002 (ISBN 1-58488-259-X).
- (en) Peter B. Gilkey, Asymptotic formulae in spectral geometry, vol. 43, Boca Raton, Foride, Chapman & Hall/CRC, coll. « Studies in Advanced Mathematics », 2004 (ISBN 1-58488-358-8).

### Bibliothèque virtuelle
- Claude Bardos & Olivier Laffite ; Une synthèse de résultats anciens et récents sur le comportement asymptotique des valeurs propres du Laplacien sur une variété riemannienne, (1998). PostScript.
- M. van den Berg, S. Desjardins & P B Gilkey ; Heat content asymptotics of Riemannian manifolds, dans : Differential Geometry and its Applications, O. Kowalski & D. Krupka (éditeurs), proceedings of 5th international conference 1992 on differential geometry and its applications at Silesian University (1993),  (ISBN 80-901581-0-2), p. 61-64. PostScript.
- D. V. Vassilevich ; Heat kernel expansion: user's manual, Physics Report 388 (2003), 279-360. ArXiv : hep-th/0306138.
- Arlo Caine ; The heat kernel on a Riemannian manifold, pdf.
- Daniel Grieser ; Notes on the heat kernel on manifolds with boundary, pdf.